# Rinkesta

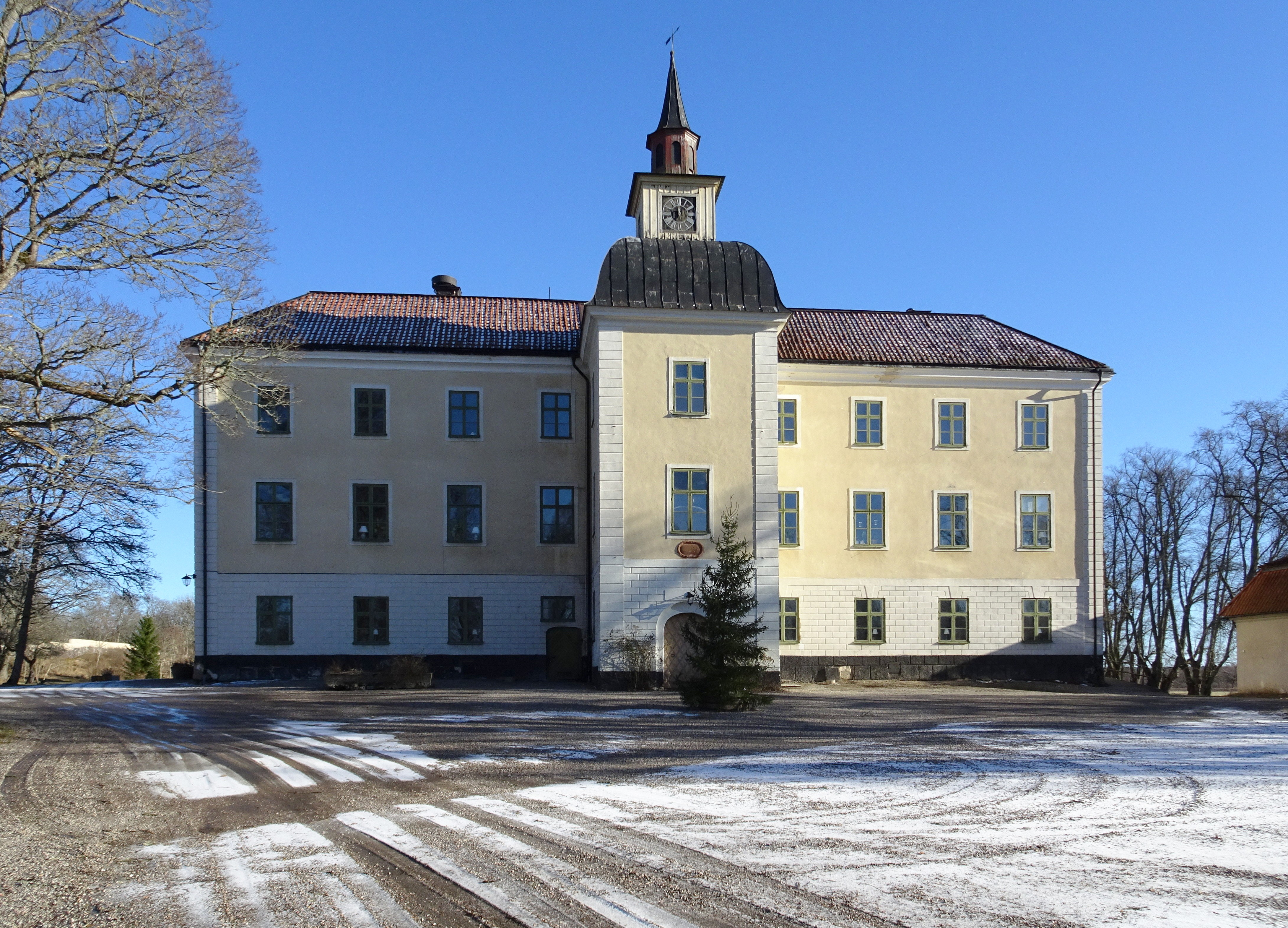
Rinkesta, huvudfasad mot väster i februari 2022.

Rinkesta är ett slott och tidigare fideikommiss i Eskilstuna kommun, Södermanland. Rinkesta ligger i Ärla socken med huvudgården belägen söder om Norrsjön och norr om den numera helt torrlagda Sörsjön.

## Historik

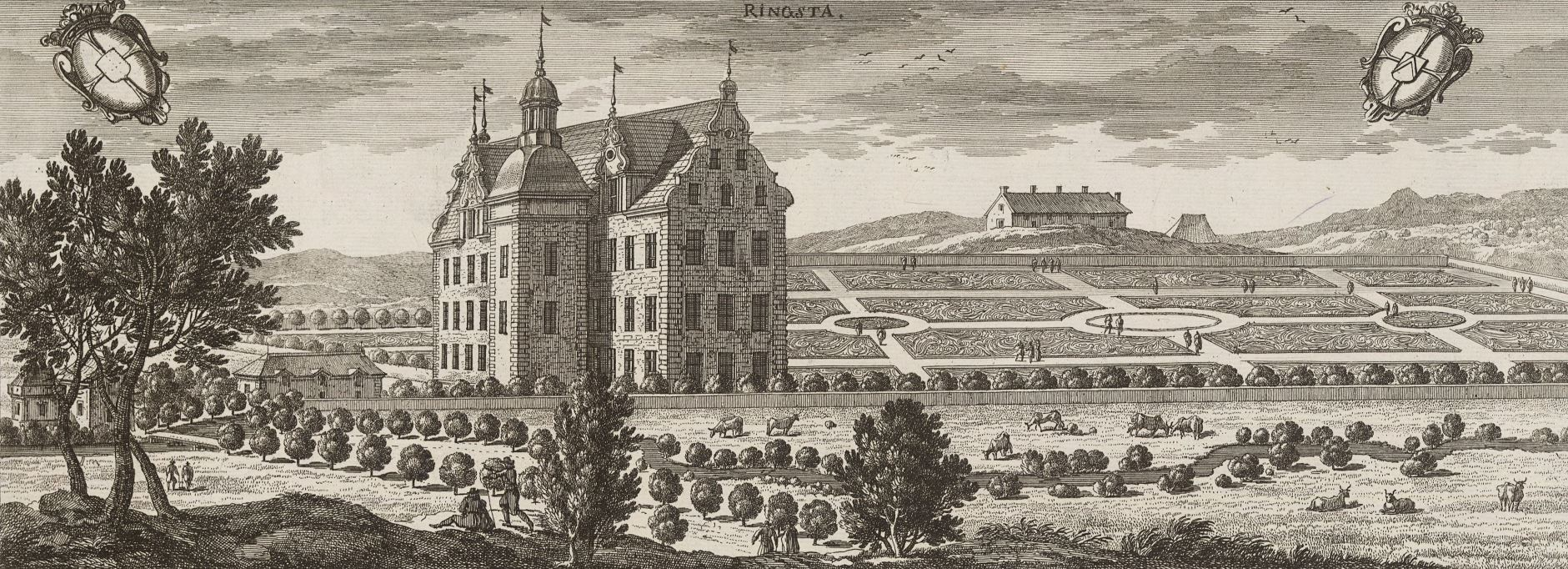
Rinkesta slott enligt Erik Dahlbergh i Suecia antiqua et hodierna.

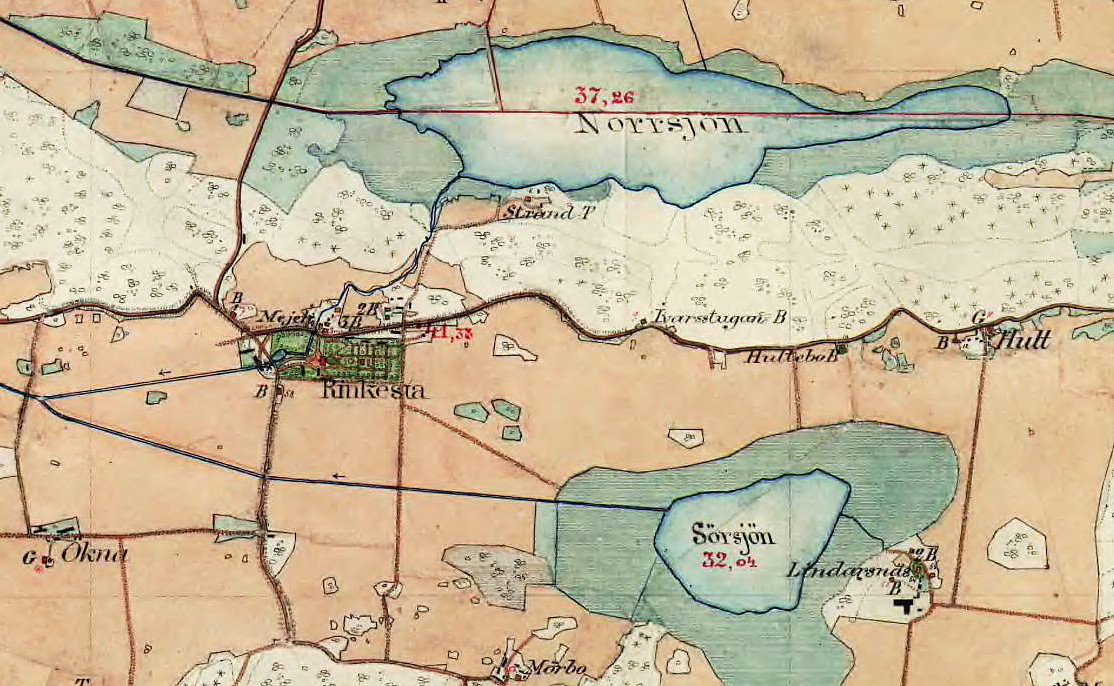
Rinkesta och omgivningen på Häradsekonomiska kartan 1897.

Rinkesta nämns med säkerhet först 1379, då Bo Jonsson (Grip) skänkte 1 öresland Rinkesta till Strängnäs domkyrka. Indraget till kronan kom Rinkesta 1594 genom byte till friherre Gustaf Gabrielsson Oxenstierna på Fiholm. Genom byte utökades godset ytterligare av hans änka. Efter hennes död 1624 ärvdes det av dottern Elsa, som var gift med Åke Natt och Dag på Göksholm. 1711 såldes Rinkesta till greve Hans Wachtmeister. 1734 såldes det av hans son till kommerserådinnan Johanna Wattrang änka efter Karl Henrik Wattrang av adelsätten Wattrang. Från 1768 ägdes det av friherre Thure Leonard Klinckowström. Under hans tid blev Rinkesta fideikommiss, men fideikommisset flyttades snart till Graneberg i Gryt. 
Klinckowström tvingades sälja delar av egendomen, huvudbyggnaden avyttrade han 1820, ett år innan han avled. Köpare var friherre Blenckert Gustaf Wachtmeister. Även han tvingades sälja egendomen på grund av dåliga affärer. 
Från 1842 tillhörde Rinkesta släkten Bohnstedt. Slottet köptes 1924 av sedermera borgarrådet i Stockholm, Harald Mårtens. Han lät senare hyra ut Rinkesta som ett privat drivet vårdhem. Sedan 1978 har gården varit i familjen Åströms ägo men utannonserades 2014 till försäljning. Huvudbyggnaden stod obebodd. Rinkesta slott och gods ägs sedan 2015 av familjen Nilsson från närbelägna Flättorps gård, dock bebor för närvarande ingen själva slottet. Enligt den nya ägaren kommer det att bedrivas någon typ av verksamhet där men vilken  var inte bestämd 2015. År 2017-2020 renoverades mittenvåningen till privatbostad.

## Bebyggelsen

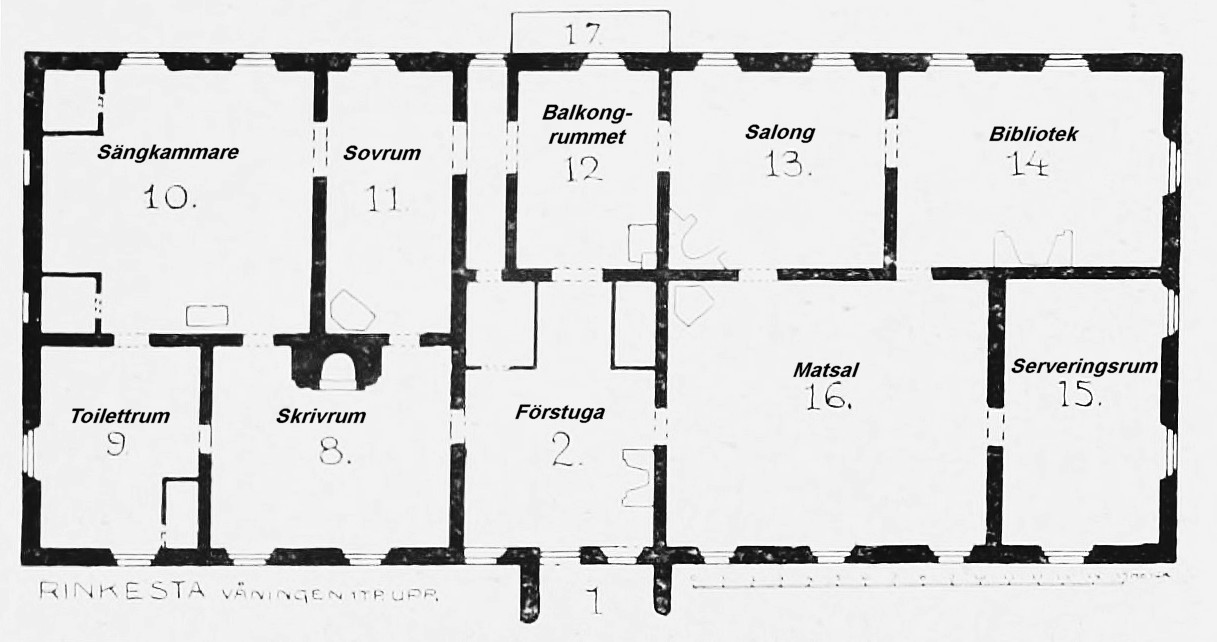
Planritning, övervåningen.

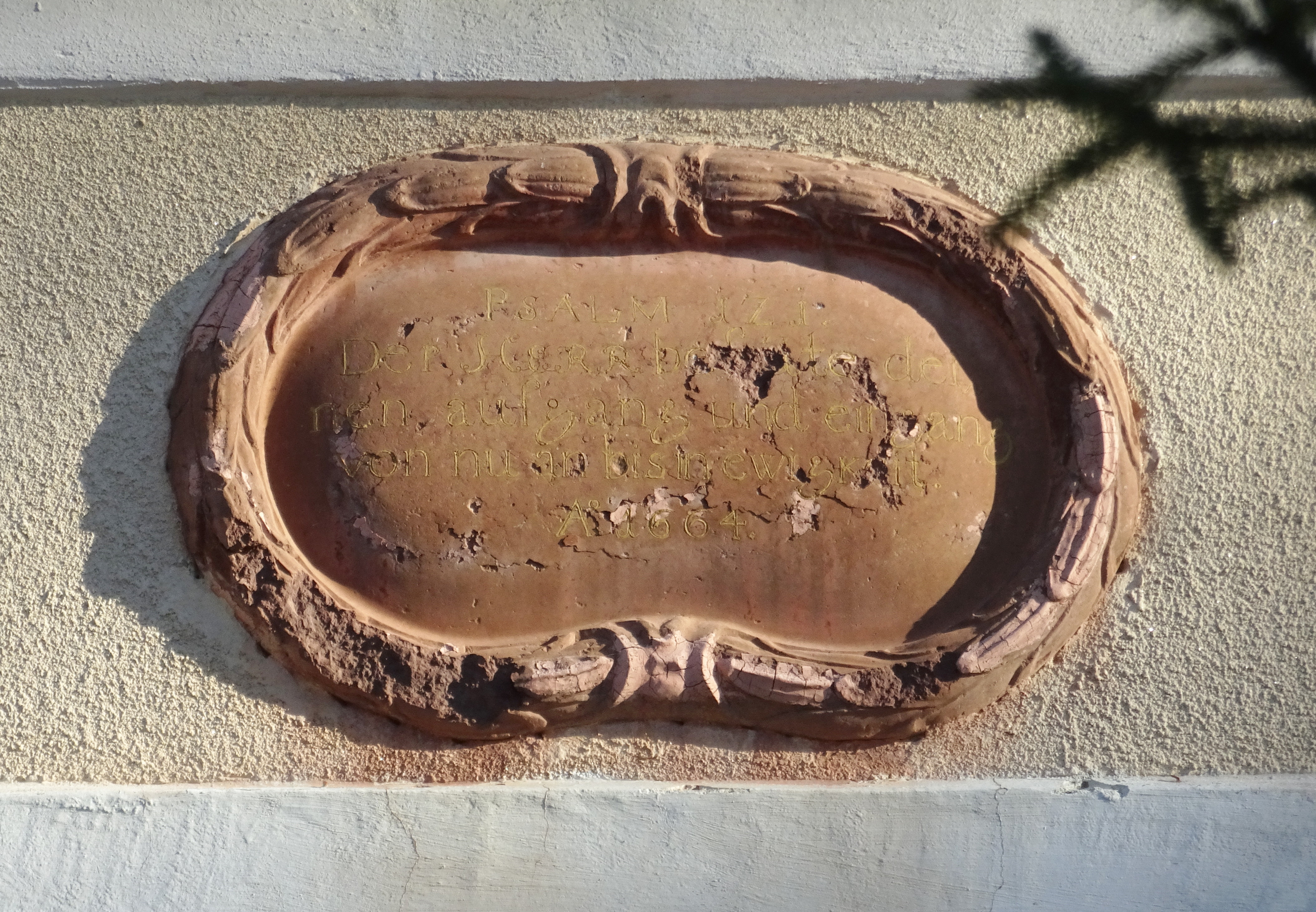
Kartusch över huvudentrén.

Corps de logi, sannolikt uppförd för Oxenstiernas änka, är avbildad i Erik Dahlberghs Sueciaverk från 1680-talet, där slottet visar praktgavlar och spiror och var omgiven av en hög stenmur. På entrésidan domineras byggnaden av ett högt, lanterninkrönt trapptorn. Det är just detta trapptorn som idag erinrar om den ursprungliga 1600-tals byggnaden. Stilmässigt hör arkitekturen hemma i 1640-talet då höga ornerade gavlar blev på modet, men förutom Barbro Bielkes stora konservatism då det gällde att bygga (dokumenterad av sonen Gabriel Gustafsson då hennes huvudbyggnad på huvudgården Tyresö på Södertörn hade brunnit ned och han ville bygga ett nytt slott på andra sidan om den kringflutna gårdsholmen cirka 1620) finns inget som hindrar att hon ändå igångsatt bygget.  Över entréportalen sitter en kartusch med följande tysk text inom en lagerkrans:
| ” | Psalm 121. Der Herr behüte deinen ausgang und eingang von nun an bis in ewigkeit. A:o 1664. | „ |

Årtalet 1664 kan ange datum för hela byggets färdigställande. Byggnaden reparerades sedan översta våningen brann 1698. Sitt nuvarande utseende med rustikputsade hörnkedjor och bottenvåning, brutet och valmat tak samt frontespis på trädgårdssidan fick slottet vid en omfattande reparation 1775 när Klinckowström var ägare.
Förvaltarbostaden var tidigare huvudbyggnad vid Tummelsta men flyttades hit 1769. Rinkesta var fram till omkring 1900 ett storgods och ägde större delen av de omgivande markerna innan dessa såldes av. Väster om slottet ligger två vitputsade ladugårdar från mitten av 1800-talet. Här finns även gårdens mejeri vars byggnad har putsad fasad med målad tegelstensornamentik. Uthusen liksom arbetarbostäderna består huvudsakligen av timmerhus med rödfärgad brädpanel. En av arbetarbostäderna, Malmen, fungerade tidigare som fattigstuga. En rödfärgad magasinsbyggnad uppfördes 1987 efter en brand.

Interiör i början av 1900-talet
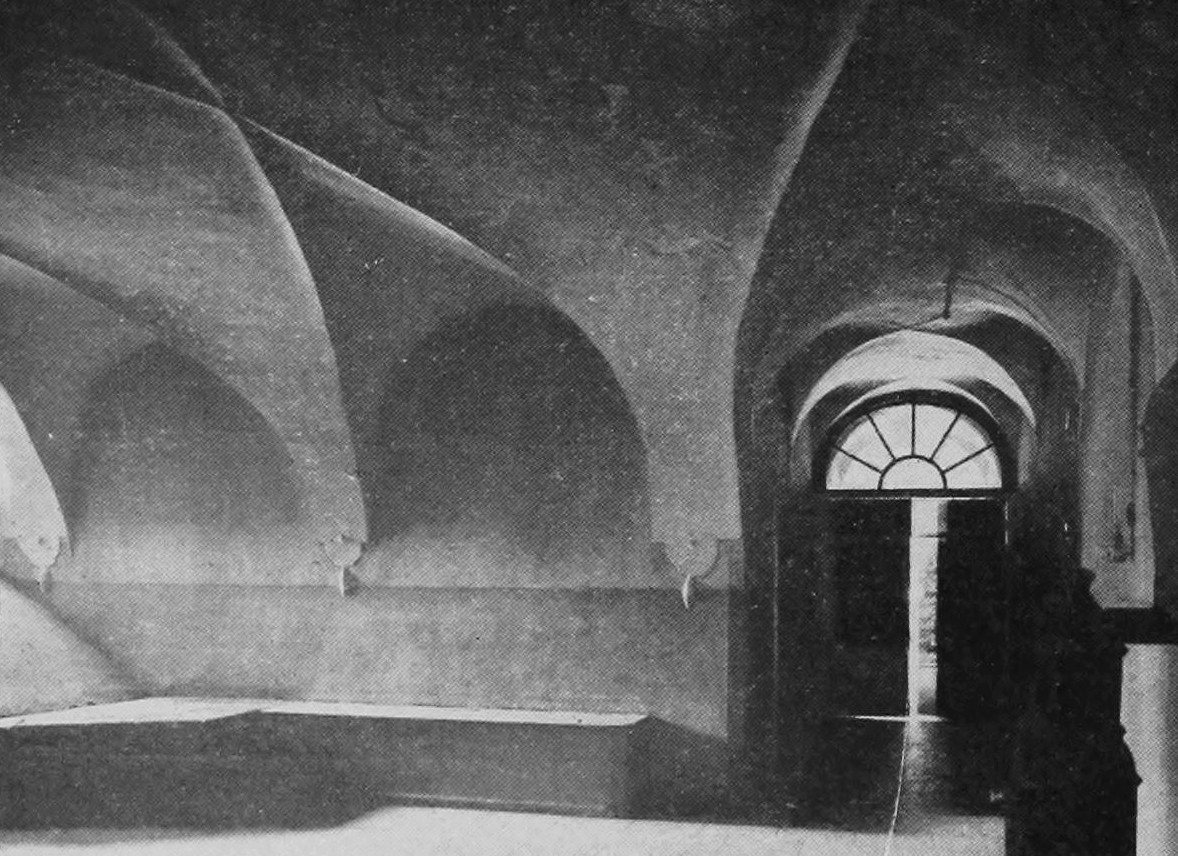
Korridor på nedre våningen.
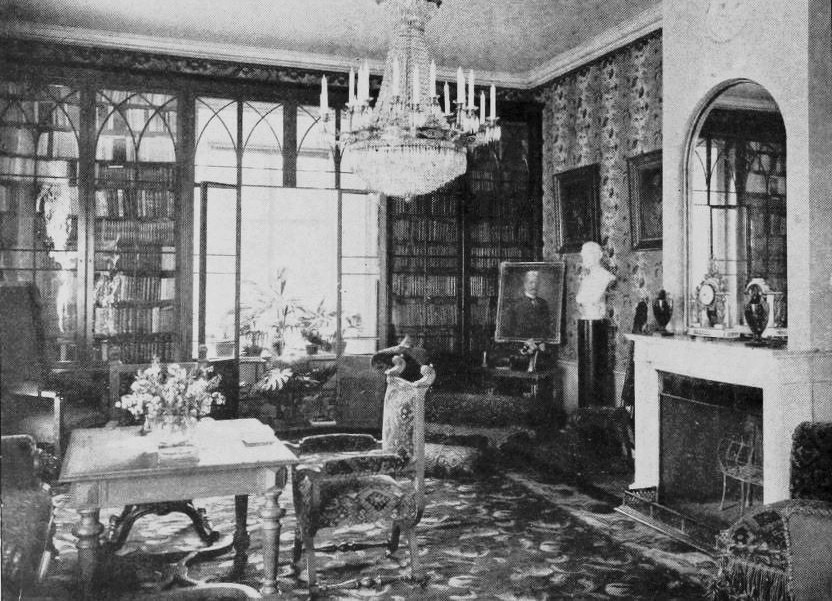
Biblioteket på övre våningen.
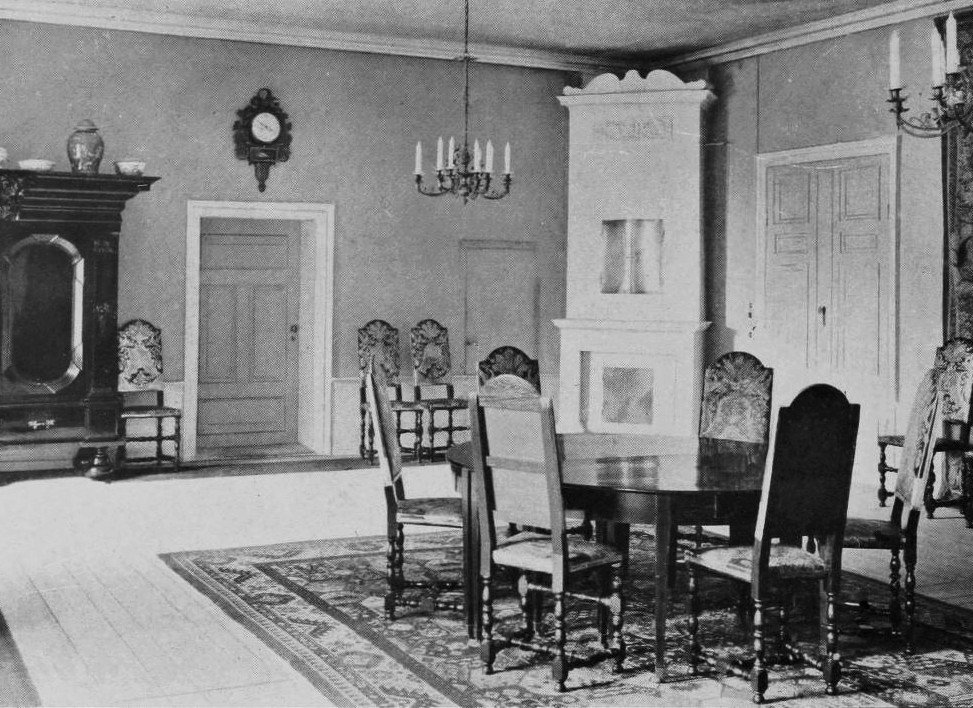
Matsalen på övre våningen.
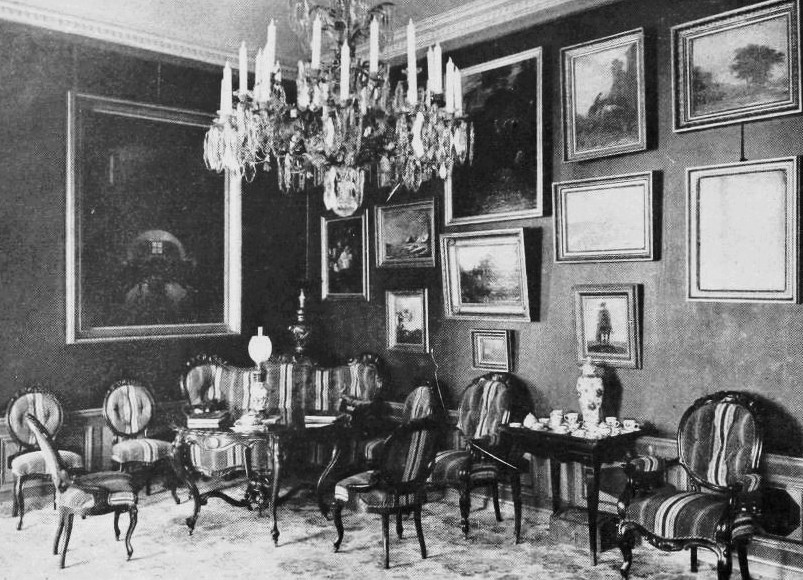
Salongen på övre våningen.

## Ägarlängd

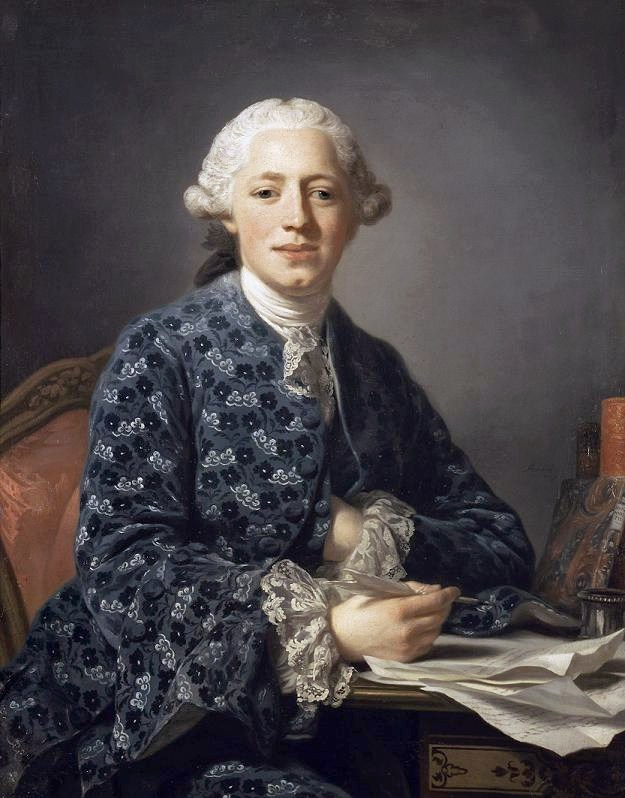
Friherre Thure Leonard Klinckowström ägde Rinkesta mellan 1768 och 1820.

- 1596: Karl Gustaf Gabrielsson Oxenstierna genom byte.
- 1597: Oxenstiernas änka Barbro Axelsdotter Bielke genom arv.
- 1624: Elsa Oxenstierna, dotter till Barbro, och dennas make Åke Axelsson Natt och Dag genom arv.
- 1655: Deras dotter Beata genom arv.
- 1689: Gustaf Larsson Sparre, son till Beata och Gustaf Larsson Sparre.
- 1711: Hans Wachtmeister genom köp.
- 1714: Axel Wilhelm Wachtmeister, son till Hans, genom arv.
- 1734: Johanna Wattrang, födde Scharenberg, genom köp.
- 1768: Thure Leonard Klinckowström genom köp.
- 1820: Bleckert Gustaf Wilhelm Wachtmeister genom köp.
- 1837: Carl Filip Sack genom köp.
- 1841: J. Mallig genom köp.
- 1842: Theodor Ludvig Bohnstedt genom köp.
- 1888: Edvard Bohnstedt, son till Theodor Ludvig, genom arv.
- 1914: Arvid Frisell genom köp.
- 1924: Harald Mårtens genom köp. Under arrendator Ekman drevs vårdhem 1935-89.
- 1978: Ragnar Åström genom köp. Ägorna drivs vidare av sonen Olof.
- 2014: Familjen Nilsson som driver Flättorps gård.

## Nutida bilder

Huvudbyggnaden
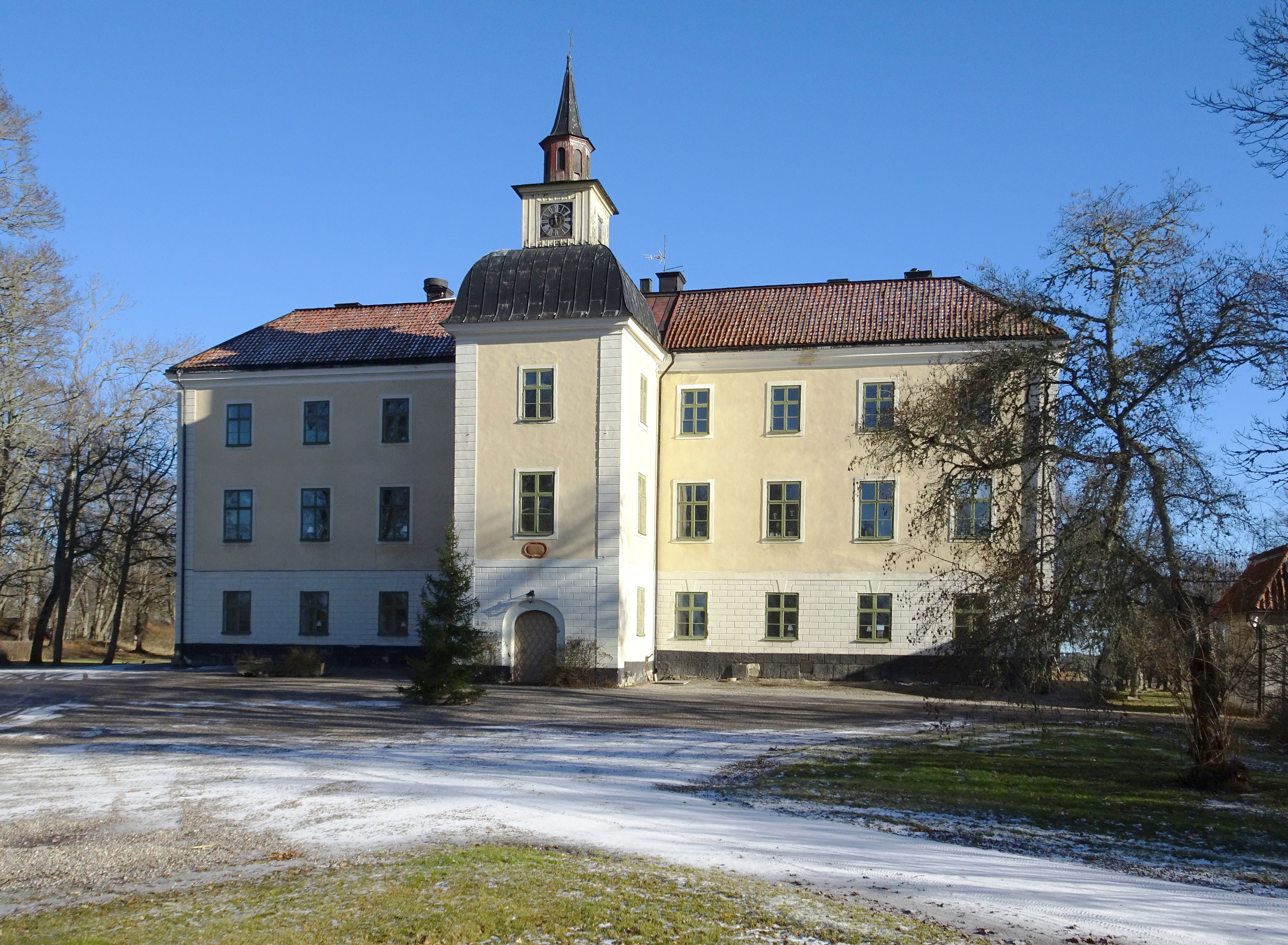
Fasad mot väster.
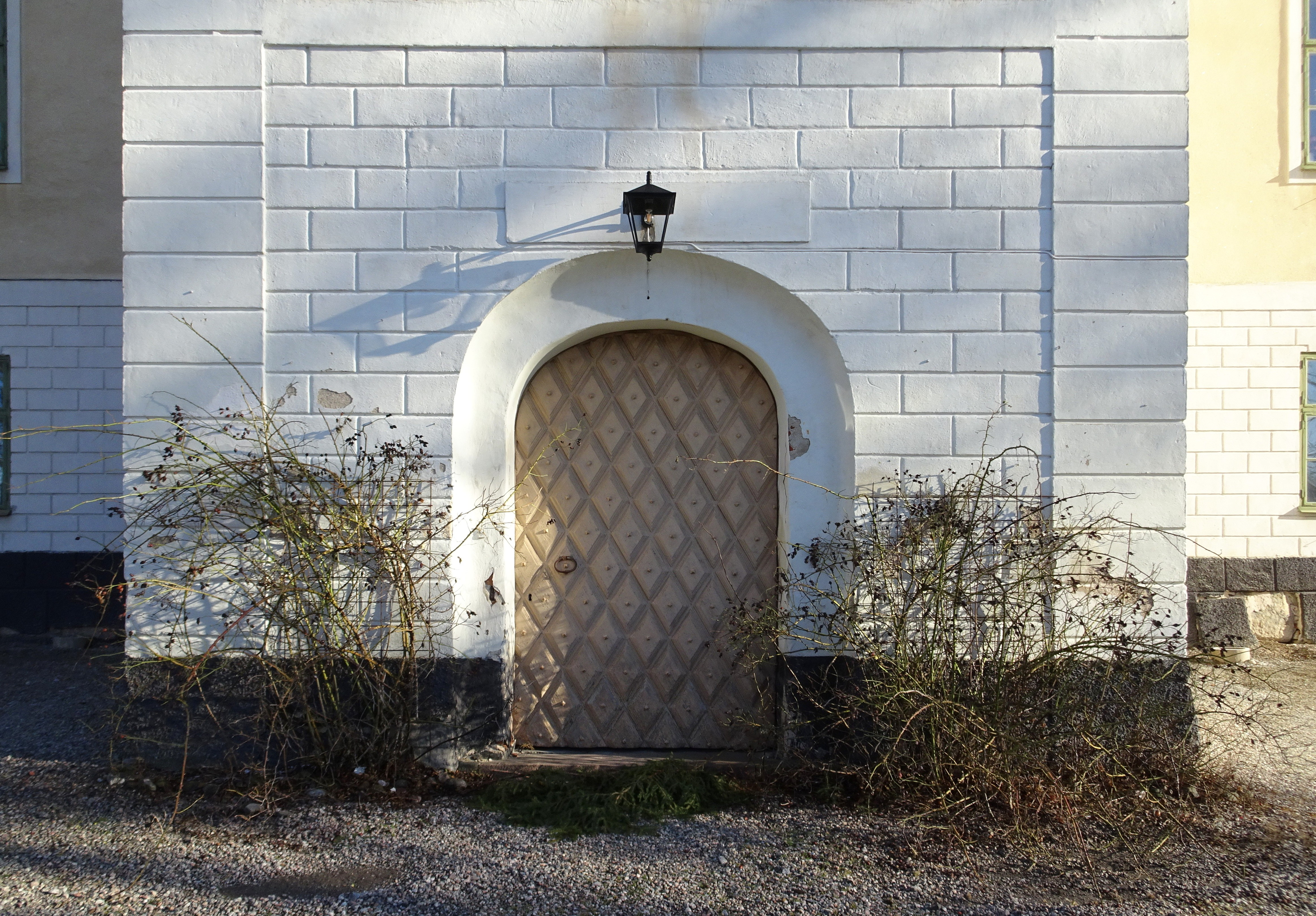
Huvudportalen.
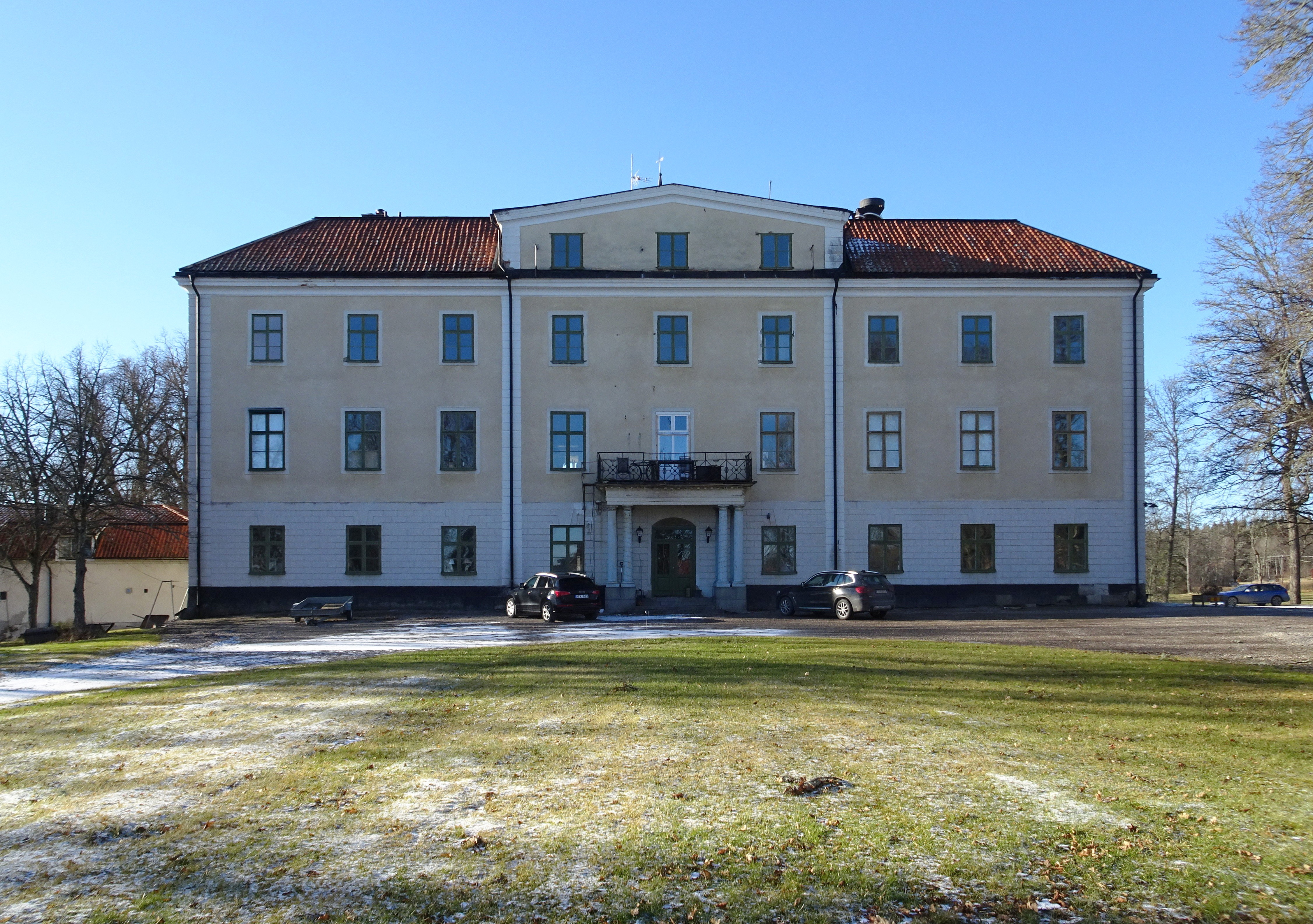
Fasad mot öster.
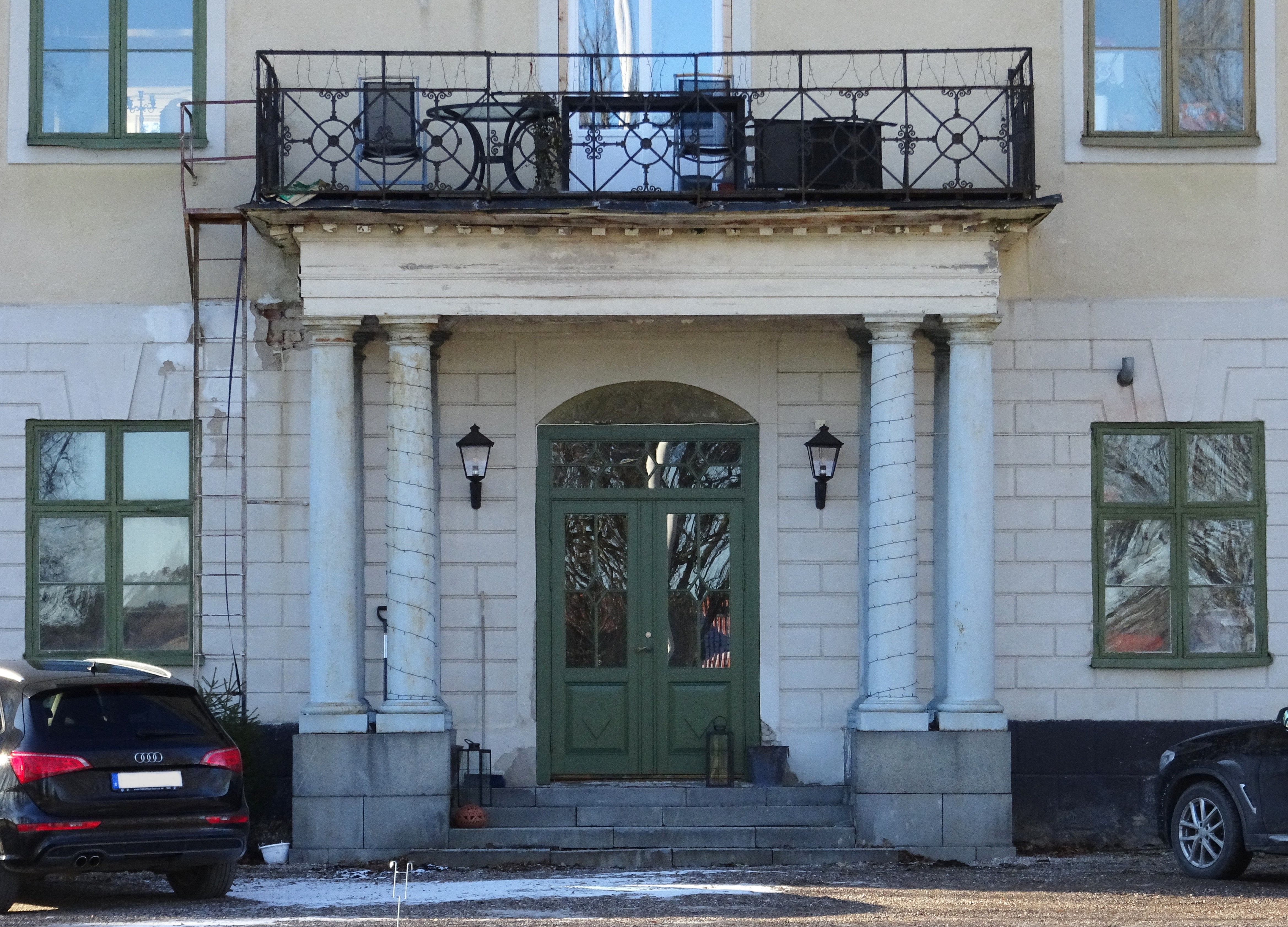
Altan.

Övriga byggnader
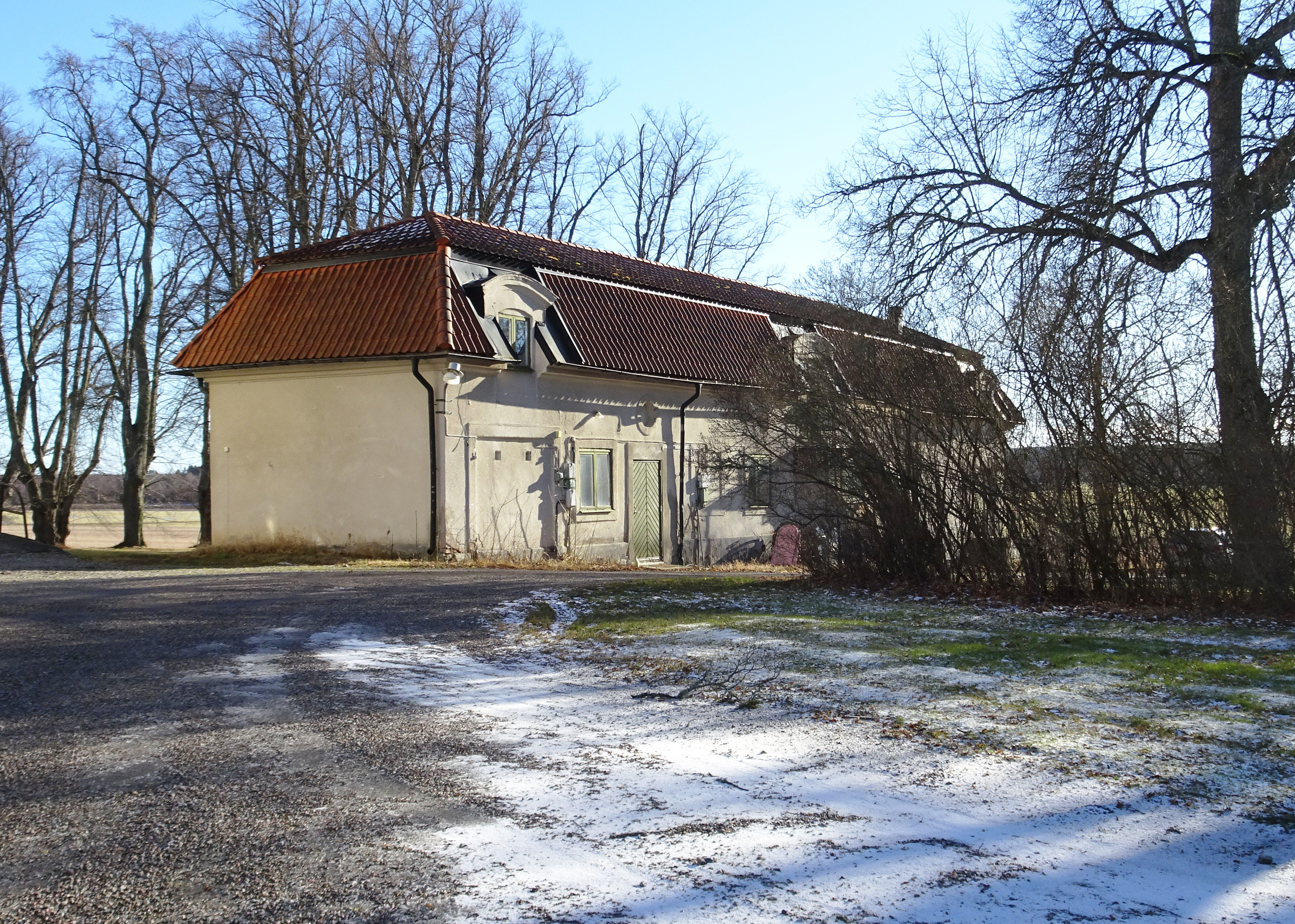
Flygel.
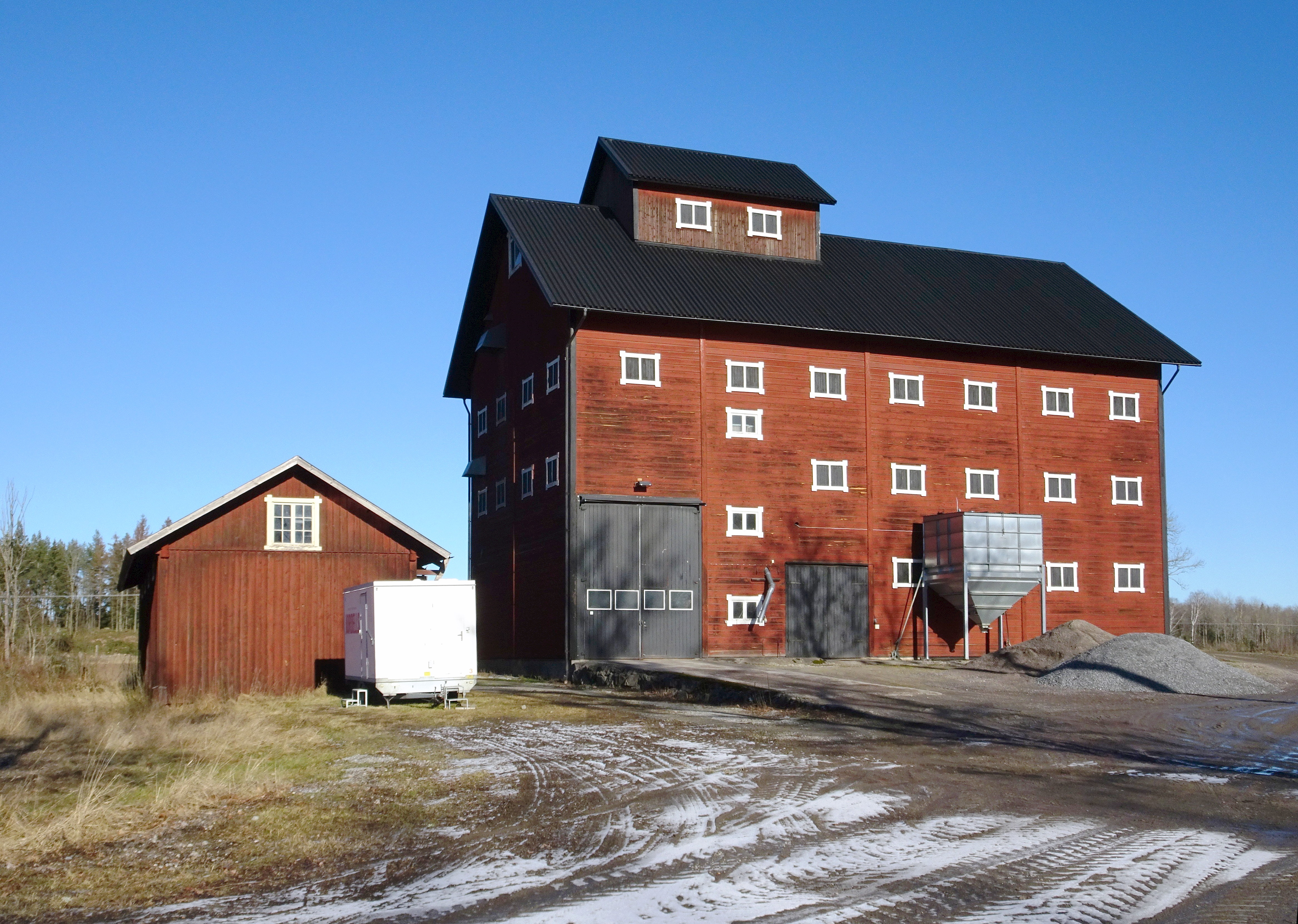
Magasin.
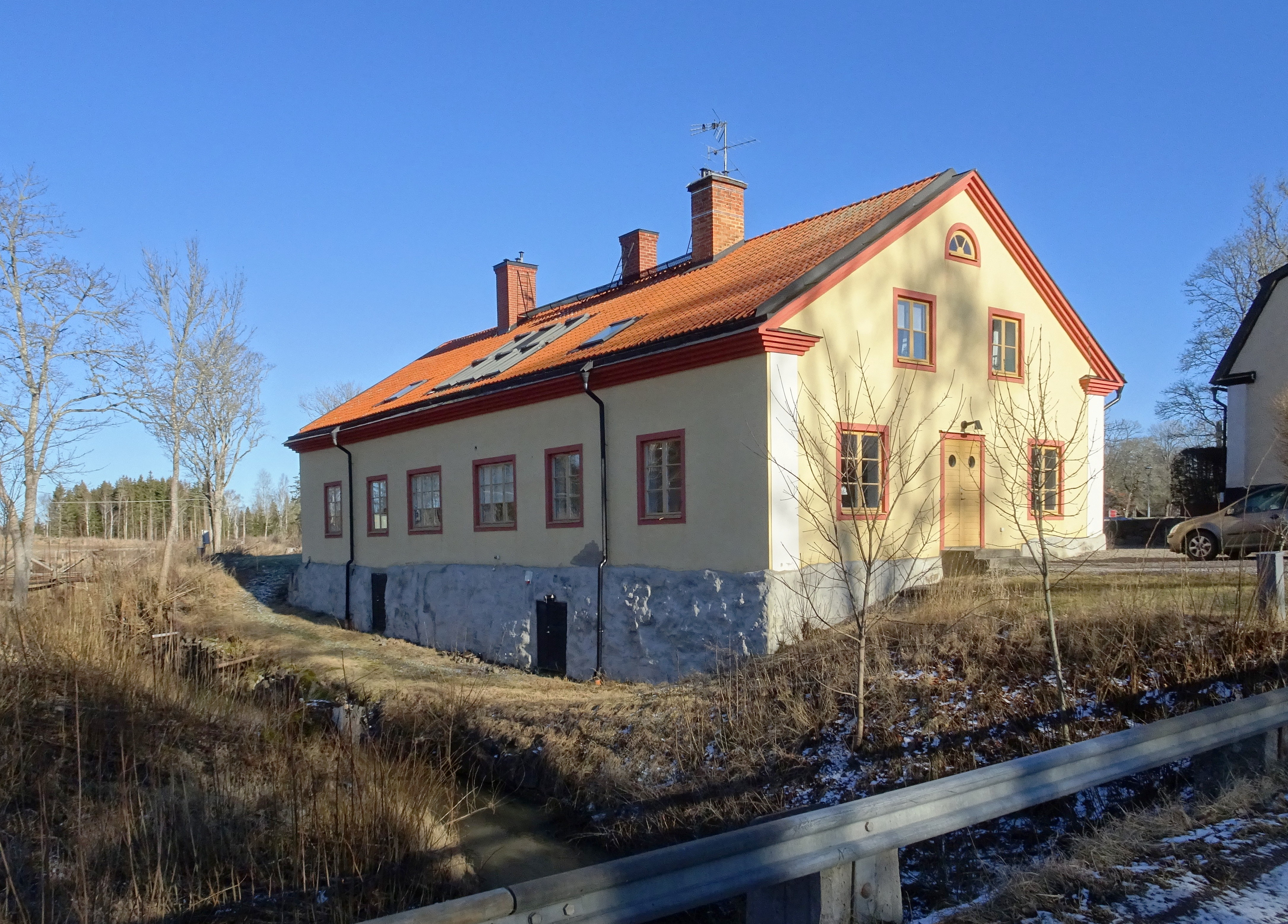
Före detta arbetarbostad.
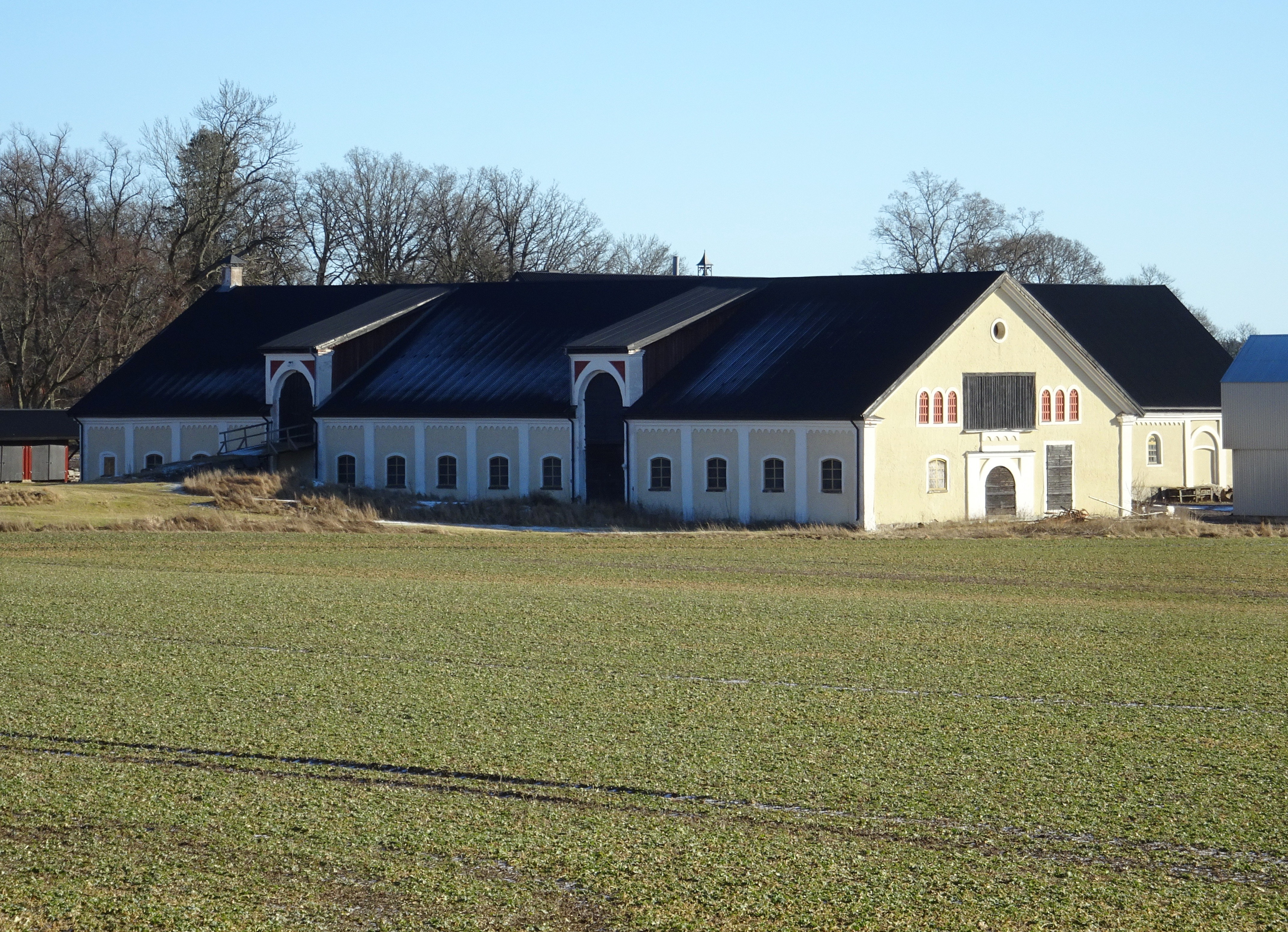
Stallbyggnad.